# Mit fünfzig küssen Männer anders
Mit fünfzig küssen Männer anders ist ein deutscher Fernsehfilm von Margarethe von Trotta aus dem Jahr 1999 mit Senta Berger und Ulrich Pleitgen. Die Handlung basiert auf dem gleichnamigen Roman von Dorit Zinn.

## Handlung
Marie Mechlenburg, die einst ihr Kunststudium für ihren Ehemann und die gemeinsamen Kinder aufgab, will sich endlich selbst verwirklichen. Die Kinder sind erwachsen, und ihr Mann Dietrich hat als Unternehmensberater kaum Zeit für sie. Marie fängt schließlich wieder an zu malen und hofft, ihre Bilder ausstellen zu dürfen. Die Galeristin Dorit Martens weist sie jedoch ab. Maries Freundin Anna und der Bildhauer Gerd ermutigen sie, an ihren Plänen festzuhalten und sich einen Liebhaber zu suchen, um neuen Schwung in ihr Leben zu bringen.
Marie lernt schließlich den HNO-Arzt und Kunstsammler Eugen kennen, der sie prompt zu einem gemeinsamen Abendessen einlädt. Zunächst jedoch sind Marie und Dietrich zu einer Grillparty anlässlich Annas Geburtstag eingeladen. Annas Mann Udo ist Dietrichs Kollege. Als es darum geht, den Grill anzuwerfen, geraten die Männer wie üblich in Streit. Marie geht kurz darauf mit Eugen essen. Dieser hofft, mit ihr ein gemeinsames Wochenende in den Alpen zu verbringen. Marie will sich jedoch erst einmal wieder dem Malen widmen. Sie mietet einen alten Speicher und funktioniert ihn zu einem Atelier um.
Während Dietrich, Udo und weitere Kollegen an einem Outdoor-Training teilnehmen, fährt Marie mit Eugen in die Alpen. Sie ist einem Seitensprung nicht abgeneigt. Als Eugen sie jedoch drängt, sich nach einer Wanderung zu duschen, weil er sie sonst nicht anziehend findet, vergeht Marie die Lust. Am nächsten Morgen verlässt sie ohne ihn das Hotel. In einer Bar trifft Marie auf Kevin, einen jüngeren Kunstkenner, den ihr Gerd bereits vorgestellt hatte. Sie fühlt sich sehr zu ihm hingezogen, zumal sie und Dietrich sich zunehmend auseinanderleben. Weil sie glaubt, Dietrich halte nichts von ihren Bildern, geht sie eines Abends in den Garten und verbrennt ihre gemalten Werke. Kevin erscheint und unterhält sich mit ihr. Sie kommen sich näher und schlafen schließlich miteinander.
Dietrich findet derweil ein Video, das Eugen Marie geschickt hatte, um sie in die Alpen einzuladen. Nachdem er Marie mit ihrem Ehebruch konfrontiert hat und auch Gerd sie kritisiert, stürzt sich Marie in die Arbeit und malt neue Bilder. Durch Kevin trifft sie erneut auf die Galeristin Dorit Martens, die sich daraufhin entschließt, ihre Bilder auszustellen. Kevin ist weiterhin an Marie interessiert, doch rät diese ihm, zu seiner eigentlichen Freundin zurückzukehren. Bei Maries erster Vernissage erscheint auch Dietrich. Er zeigt sich stolz auf seine Frau und lässt sich von ihr die Bilder zeigen. Dabei fassen sie sich an den Händen.

## Hintergrund
Mit fünfzig küssen Männer anders entstand als Koproduktion der Degeto Film und der Regina Ziegler Filmproduktion im Rahmen der sechsteiligen ARD-Reihe „Lauter tolle Frauen“, für die jeweils ein Frauen-Bestseller-Roman verfilmt wurde.
Die Filmkomödie der sonst auf ernstere Themen festgelegten Margarethe von Trotta wurde am 9. April 1999 erstmals im Ersten ausgestrahlt.

## Kritiken
„Hintersinnige (Fernseh-)Komödie über Alltagstrott, Eheroutine und kleine und große Fluchten“, befand das Lexikon des internationalen Films. Für TV Spielfilm war Mit fünfzig küssen Männer anders ein „[h]armlos-unterhaltsamer Selbstfindungstrip“. TV Movie bezeichnete den Film als „[l]ocker-leichte Kost“.